# Marta Hazas
Marta Hazas Cuesta (Santander, Cantabria, 31 de diciembre de 1977) es una actriz española. Es especialmente conocida por sus papeles en televisión, sobre todo el de Amelia Ugarte en El internado (2007-2010), Sara Reeves en Bandolera (2011-2013), Rafaella en Culpa mía (2023) y Culpa Tuya (2024), Clara Montesinos en Velvet (2014-2016) y Velvet Colección (2017-2019).

## Biografía
Tras licenciarse en Periodismo, estudió Arte Dramático en la Escuela de Cristina Rota, aunque ya había comenzado mucho antes su carrera como actriz en la escuela del Palacio de Festivales de Santander, su ciudad natal. Sus primeras apariciones en la televisión fueron con personajes episódicos en series como El comisario y Hospital Central de Telecinco o Cuéntame cómo pasó de Televisión española.
En 2006 formó parte del reparto habitual de la serie juvenil SMS: Sin miedo a soñar de La Sexta, donde interpretó a Vicky durante las dos temporadas que duró la serie. En 2007 consiguió el papel que hizo que fuese conocida por el gran público. Interpretó a la profesora Amelia Ugarte durante las siete temporadas que se emitió la serie El internado de Antena 3, hasta 2010. Su personaje abandonó la serie a mitad de la última temporada.
En 2008 participó en las series Generación DF donde interpretó a Paula; y en Impares donde interpretó a Alessandra, ambas producciones de Antena 3. Ese mismo año estrenó la película 8 citas dirigida por Peris Romano y Rodrigo Sorogoyen, una película coral donde comparte reparto junto a Jordi Vilches y Verónica Echegui entre otros. Además, se incorporó a la segunda temporada programa de reportajes PuntoDoc de Antena 3.

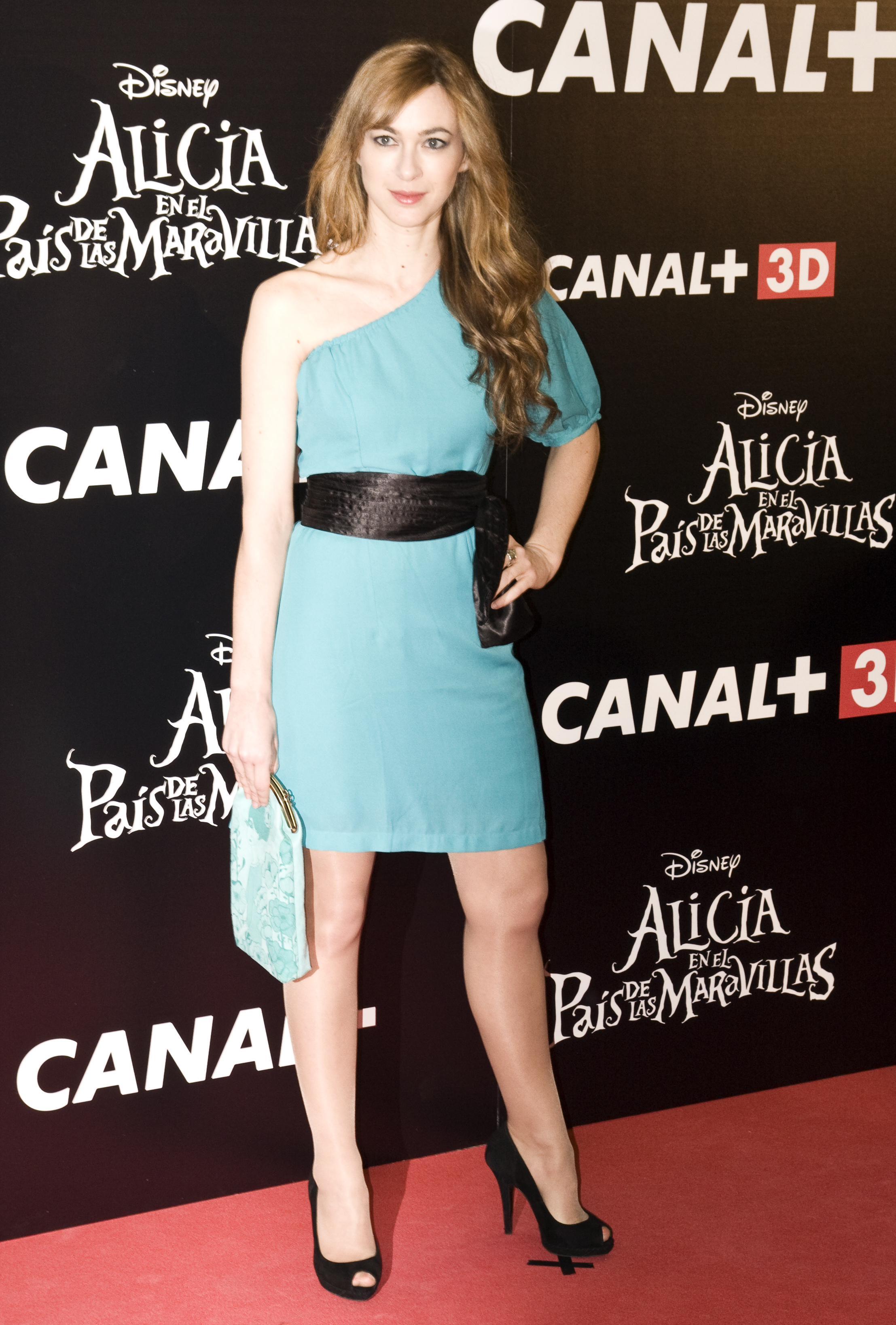
Marta Hazas en 2010

En 2011 protagoniza la nueva serie de Antena 3 Bandolera, ambientada en la Andalucía de finales del siglo XIX. Interpretó a Sara Reeves durante las dos temporadas que tuvo la serie. El primer episodio se emitió el lunes 10 de enero de 2011 en prime time, y a partir del martes siguiente se emitió en horario de sobremesa (16.00h) de forma diaria hasta el día de su finalización en enero de 2013. También ese año estrena la película Lo contrario al amor con Adriana Ugarte y Hugo Silva y dirigida por Vicente Villanueva.
En 2013 se incorpora a la tercera y última temporada de la exitosa serie de época de Antena 3 Gran Hotel, donde comparte reparto con Amaia Salamanca, Yon González y Eloy Azorín entre otros. Interpreta a Laura Montenegro, una enfermera que llega al Gran Hotel, durante 14 episodios de la temporada. También ese año protagoniza la película Muertos de amor; dirigida por Mikel Aguirresarobe y donde comparte elenco junto a Javier Veiga, Ramón Esquinas e Iván Massagué entre otros. Además, se une a la nueva ficción de Antena 3 Velvet junto a Cecilia Freire, Javier Rey, Paula Echevarría y Adrián Lastra, donde participa en las cuatro temporadas de la serie.
En 2014 estrenó la película Pancho, el perro millonario dirigida por Tom Fernández. Además, también se incorporó como colaboradora habitual de la novena temporada del programa de entretenimiento El Hormiguero de Antena 3.
En 2018 comenzó a protagonizar la serie de Amazon Prime Video, también emitida en Antena 3, Pequeñas coincidencias, junto a su marido, Javier Veiga, que también es el director. La serie fue renovada por dos temporadas más, finalizando en 2021.
En 2021 se estrenó como presentadora de televisión en el programa de La 2 de TVE Rutas bizarras. En mayo del mismo año se incorporó al elenco de la serie producida por Prime Video y Mediaset España Días mejores, donde interpretó a Sara durante sus dos temporadas. Ese mismo año participó en la película Culpa mía, basada en el libro homónimo, que fue un éxito en la plataforma Prime Video, siendo renovada para una segunda parte: Culpa tuya.
En junio de 2024 estrenó como protagonista la serie de ciencia ficción sobrenatural de Disney+ Desde el mañana, donde interpreta a Gabriela, una mujer que tiene extraños poderes después de tocar un mineral.

## Filmografía

### Cine
| Año  | Título                                    | Personaje      | Notas        |
| ---- | ----------------------------------------- | -------------- | ------------ |
| 2000 | Código natural                            | ―              | Extra        |
| 2002 | Nos miran                                 | ―              | Extra        |
| 2004 | El asombroso mundo de Borjamari y Pocholo | Mariola        |              |
| 2004 | Reprimidos                                | Soledad        |              |
| 2007 | Un día cualquiera                         | Rocío          | Cortometraje |
| 2008 | 8 citas                                   | Cris           |              |
| 2011 | Lo contrario al amor                      | Silvia         |              |
| 2011 | 3,2 (lo que hacen las novias)             | Miriam         | Cortometraje |
| 2013 | Muertos de amor                           | Reme           |              |
| 2014 | Pancho, el perro millonario               | Eva            |              |
| 2017 | Toc Toc                                   | Paciente grupo | Cameo        |
| 2018 | Te juro que yo no fui                     | Rebecca        |              |
| 2021 | El club del paro                          | Laia           |              |
| 2022 | Las niñas de cristal                      | Pilar          |              |
| 2023 | Amigos hasta la muerte                    | María          |              |
| 2023 | Culpa mía                                 | Rafaella       |              |
| 2024 | Hotel Bitcoin                             | Mar            |              |
| 2024 | Culpa tuya                                | Rafaella       |              |

### Televisión
| Año       | Título                 | Personaje                               | Notas                                        |
| --------- | ---------------------- | --------------------------------------- | -------------------------------------------- |
| 2001      | El comisario           | Extra                                   | Episodio: «Negocio de hienas»                |
| 2003      | Cuéntame cómo pasó     | Chica                                   | 2 episodios                                  |
| 2003      | Un paso adelante       | Recepcionista Marta                     | Episodio: «El negocio»                       |
| 2003      | Hospital Central       | Estudiante                              | 2 episodios                                  |
| 2004      | Paco y Veva            | Estrella                                | Episodio: «Alquila como puedas»              |
| 2004      | Capital                | Ruth                                    | Elenco principal; 65 episodios               |
| 2005      | Fuera de control       | Marta                                   | Episodio: «Quiero ser feliz»                 |
| 2005      | El pasado es mañana    | Pilar Arce                              | Elenco recurrente; 8 episodios               |
| 2006      | Los hombres de Paco    | Azafata                                 | Episodio: «Aterriza con las muelas»          |
| 2006      | Aída                   | Pili                                    | Episodio: «Love Actually»                    |
| 2006      | Los Serrano            | Sandra                                  | Episodio: «Soy nenuco»                       |
| 2006–2007 | SMS                    | Vicky                                   | Elenco recurrente; 60 episodios              |
| 2007–2010 | El internado           | Amelia Ugarte Roldán / Amelia Henninger | Elenco principal; 64 episodios               |
| 2008      | Generación D.F.        | Paula                                   | Elenco principal; 17 episodios               |
| 2008      | Impares                | Alessandra Sáez de Santamaría           | Elenco principal; 30 episodios               |
| 2011      | Los misterios de Laura | Olivia Larralde                         | Episodio: «El misterio del truco imposible»  |
| 2011–2013 | Bandolera              | Sara Reeves / Sara Hermida Montoya      | Protagonista; 510 episodios                  |
| 2013      | Gran Hotel             | Laura Elvira Montenegro Rovinia         | Elenco principal; 14 episodios (temporada 3) |
| 2014–2022 | El hormiguero          | Ella misma                              | Colaboradora                                 |
| 2014–2016 | Velvet                 | Clara Montesinos Martín                 | Elenco principal; 54 episodios               |
| 2017–2019 | Velvet Colección       | Clara Montesinos Martín                 | Elenco principal; 21 episodios               |
| 2018–2021 | Pequeñas coincidencias | Marta Valdivia                          | Protagonista; 30 episodios                   |
| 2019      | No te puedes esconder  | Amante de Álex                          | Episodio: «Cara a cara»                      |
| 2021–2022 | Rutas bizarras         | Ella misma                              | Presentadora                                 |
| 2022–2023 | Días mejores           | Sara                                    | Elenco principal; 18 episodios               |
| 2024      | Desde el mañana        | Gabriela «Gaby» Aizpurúa Thompson       | Protagonista; 8 episodios                    |
| 2025      | Machos alfa            | Mari Mar                                | Elenco recurrente; 8 episodios (temporada 3) |
| 2025      | La vida breve          | Doña Eugenia                            | 2 episodios                                  |

### Teatro
| Año       | Título                      | Personaje    |
| --------- | --------------------------- | ------------ |
| 2002–2003 | Mismo amor, mismo coñazo    | Protagonista |
| 2003      | Elsa Schneider              | Protagonista |
| 2003      | Cistelaria                  | Protagonista |
| 2006–2007 | Ya van 30                   | Protagonista |
| 2009–2010 | El mercader de Venecia      | Porcia       |
| 2011–2012 | Amigos hasta la muerte      | Protagonista |
| 2013–2014 | El caballero de Olmedo      | Doña Inés    |
| 2014      | Don Juan Tenorio            | Doña Inés    |
| 2014–2015 | Confesiones de un bartender | Protagonista |
| 2016–2017 | 5 y... acción               | Marisol      |

## Premios y reconocimientos
- 2010 - Premio a la mejor actriz para su protagonista en el pasado Festival de Cine de Comedia de Tarazona y el Moncayo por Connecting People.[29]
- 2012 - Premio a la mejor actriz en el Festival La Fila de Valladolid por 3,2 lo que hacen las novias.[30]
- Premio a la mujer mejor calzada de España 2015. Otorgado por la Fundación Museo del Calzado[31]
- 2017 - Estrella en el paseo de la fama de Tetuán (Santander).[32]
- 2018 - Nominada a los Premios Platino de cine iberoamericano en la categoría Mejor Interpretación Femenina en serie por Velvet Colección.[33]
- 2023 - Premio Ciudad de Melilla en la Semana de Cine de Melilla.[34]

## Vida privada
Conoció a su pareja, el también actor Javier Veiga, en 2010 en el rodaje de la película Muertos de amor. En octubre de 2016 la pareja se casó en el Palacio de la Magdalena de Santander.